# Třída Nahshon
Třída Nahshon je třída výsadkových lodí Izraelského námořnictva. Celkem byly objednány dvě jednotky této třídy. Jedná se o modifikovanou verzi americkou armádou provozované třídy Gen. Frank S. Besson. Uvedení prototypového plavidla do provozu je plánováno na rok 2024.

## Stavba
Izraelské námořnictvo provozovalo výsadkové lodě v letech 1948–1993. Přibližně v roce 2019 se rozhodlo jejich provoz obnovit. Stavba dvou jednotek této třídy je financována z americké vojenské pomoci státu Izrael. Proto byly objednány u americké loděnice VT Halter Marine (od listopadu 2022 Bollinger Mississippi Shipbuilding) v Pascagoule ve státě Mississippi. Dne 8. srpna 2023 bylo prototypové plavidlo Nahshon dodáno izraelskému námořnictvu.
Jednotky třídy Nahshon:
| Jméno       | Spuštěna  | Vstup do služby | Status    |
| ----------- | --------- | --------------- | --------- |
| INS Nahshon | únor 2023 | 8. srpna 2023   | aktivní   |
|             |           |                 | objednána |

## Konstrukce
Plavidla pojmou náklad až přes 2000 tun. Může se jednat o vozidla, jako třeba hlavní bojové tanky, a také vojáky. Palubu opouštějí pomocí příďové rampy. Plavidla jsou postavena z oceli. Nejvyšší rychlost dosahuje 14,2 uzlů. Dosah je 6500 námořních mil.